# Inchgalbraith
Inchgalbraith est un îlot du Loch Lomond, en Écosse. Il se situe à environ 500 mètres au sud-est du hameau d'Aldochlay (en), en Argyll and Bute.

## Toponymie
Le nom de l'îlot est composé de l'élément inch, dérivé du gaélique écossais  innis « petite île, îlot », et de galbraith, qui fait référence au Clan Galbraith (en).

## Description
L'îlot, aujourd'hui inhabité et recouvert d'arbres, mesure une quarantaine de mètres de longueur ; son point culminant est à 6 mètres.
Occupé dès l'Âge du fer, l'îlot comporte les restes d'une forteresse construite au XVIe siècle.
Jusqu'au milieu du XIXe siècle, Inchgalbraith était un lieu de reproduction pour les balbuzards pêcheurs.
À environ 300 mètres au nord-nord-ouest d'Inchgalbraith se trouve l'île d'Inchtavannach (en).